# 卡旺图陨石坑
卡旺图陨石坑（Caventou）是月球正面位于雨海西侧的一座小撞击坑，以法国化学家及药剂师约瑟夫·别奈梅·卡旺图（1795年-1877年）之名命名，1976年被国际天文联合会正式批准接受。

## 描述
该陨坑周边地貌类型多样，最邻近是德利尔环形山以及加斯顿陨石坑、西侧是琳达陨石坑和鲍里斯陨石坑，海斯陨石坑位于西北、东北则是卡利尼陨石坑、东侧三座小月坑分别是夏尔、梅维斯和安妮格列特，东南则为费利克斯陨石坑、阿耳忒弥斯陨石坑和维恩陨石坑，南面横亘着欧拉环形山，而考特妮陨坑位于它的西南，丢番图陨石坑及所环绕的萨米尔坑、路易丝坑、伊莎贝尔坑和沃尔特坑坐落在西南偏南处。卡本托陨石坑的西面是蜿蜒的丢番图月溪，北、东二面分别绵延着海姆山脊和齐克尔山脊，东南坐落着拉西尔山，西南偏南有札伊亚月溪（Rima Zahia）、尤里链坑（Catena Yuri）和席拉山脊。陨坑的中心月面坐标为29°44′N 29°23′W / 29.74°N 29.38°W，
直径2.8公里，深度0.498公里。
该陨坑呈圆形状，实际已损毁，西北侧附靠着一座小撞击坑，坑壁高度超过100米，内部容积约0.88立方千米，周边分布着许多小陨石坑。
在1976年获得现有名之前，该陨坑曾被命名为卫星坑拉西尔 D，但早在1974年卡旺图陨石坑一名就出现在一些月图中了。

## 另请参阅
- Andersson, L. E.; Whitaker, E. A. . NASA RP-1097. 1982.
- Blue, Jennifer. . USGS. July 25, 2007  [2007-08-05]. （原始内容存档于2012-04-08）.
- Bussey, B.; Spudis, P. . New York: Cambridge University Press. 2004. ISBN 978-0-521-81528-4.
- Cocks, Elijah E.; Cocks, Josiah C. . Tudor Publishers. 1995. ISBN 978-0-936389-27-1.
- McDowell, Jonathan. . Jonathan's Space Report. July 15, 2007  [2007-10-24]. （原始内容存档于2012-05-26）.
- Menzel, D. H.; Minnaert, M.; Levin, B.; Dollfus, A.; Bell, B. . Space Science Reviews. 1971, 12 (2): 136–186. Bibcode:1971SSRv...12..136M. doi:10.1007/BF00171763.
- Moore, Patrick. . Sterling Publishing Co. 2001. ISBN 978-0-304-35469-6.
- Price, Fred W. . Cambridge University Press. 1988. ISBN 978-0-521-33500-3.
- Rükl, Antonín. . Kalmbach Books. 1990. ISBN 978-0-913135-17-4.
- Webb, Rev. T. W.  6th revised. Dover. 1962. ISBN 978-0-486-20917-3.
- Whitaker, Ewen A. . Cambridge University Press. 1999. ISBN 978-0-521-62248-6.
- Wlasuk, Peter T. . Springer. 2000. ISBN 978-1-85233-193-1.